# Severovýchod
Severovýchod (zkratka SV nebo anglicky NE) je jeden z vedlejších směrů na kompasu. Leží mezi severem a východem, tj. odpovídá azimutu 45°. Na opačné straně je jihozápad. 

## Severoseverovýchod
Severoseverovýchod (zkratka SSV nebo anglicky NNE) je dalším z vedlejších směrů na kompasu. Leží mezi severovýchodem a severem, tj. odpovídá azimutu 22,5°. Na opačné straně je jihojihozápad.

## Východoseverovýchod
Východoseverovýchod (zkratka VSV nebo anglicky ENE) je dalším z vedlejších směrů na kompasu. Leží mezi severovýchodem a východem, tj. odpovídá azimutu 67,5°. Na opačné straně je západojihozápad.